# サブスティテュート〜ザ・ソングス・オブ・ザ・フー
『サブスティテュート〜ザ・ソングス・オブ・ザ・フー』（Substitute: The Songs of the Who）は、2001年に発売されたザ・フーのトリビュート・アルバム。ピート・タウンゼント公認のアルバムで、エグゼクティヴ・プロデューサーは、長年ザ・フーのライヴのサウンド・エンジニアを務めてきたボブ・プリデンである。主にイギリスのアーティストが中心だが、パール・ジャム、ファストボール、フィッシュ、シェリル・クロウといったアメリカのアーティストも参加した。

## 背景
プリデンによれば、まずキャストによる「ザ・シーカー」のカヴァーを録音し、それを自分の家族に聴かせた際に、プリデンの娘がザ・フーのカヴァー集を提案したという。キャストの「ザ・シーカー」とポール・ウェラーの「ザ・サークルズ」は、ジョン・エントウィッスル所有のハマーヘッド・スタジオでレコーディングされ、オーシャン・カラー・シーンの「エニウェイ、エニハウ、エニホエア」も、同スタジオでオーバー・ダビングが行われた。
フィッシュによる「5時15分」のカヴァーは新録音ではなく、1995年10月31日のライヴ音源が使用された。また、「恋のピンチ・ヒッター」は、2000年11月27日に行われたザ・フーのロイヤル・アルバート・ホール公演におけるライヴ録音で、ステレオフォニックスのケリー・ジョーンズがゲスト参加している。ステレオフォニックスによる「フー・アー・ユー」には、ノエル・ギャラガーがバッキング・ボーカルでゲスト参加した。

## 評価
Dan LeRoyはオールミュージックにおいて5点満点中1.5点を付け、シェリル・クロウ、ポール・ウェラー、キャストを好意的に評価する一方、デヴィッド・ボウイ、ファストボール、フィッシュ、パール・ジャム、そしてザ・フーの演奏を批判した。一方、デイヴ・シンプソンは『ガーディアン』紙のレビューにおいて5点満点中3点を付け「どのグルーヴからも愛情と敬意が聴き取れる」「最も興味深いのは、参加アーティスト達が、今まで隠していた深みを披露している点だ」と評している。

## 収録曲
1. ザ・シーカー - The Seeker（キャスト） - 3:26
2. エニウェイ、エニハウ、エニホエア - Anyway Anyhow Anywhere（オーシャン・カラー・シーン） - 2:11
3. サークルズ - Circles（ポール・ウェラー） - 2:16
4. リリーのおもかげ - Pictures Of Lily（デヴィッド・ボウイ） - 5:01
5. キッズ・アー・オールライト - The Kids Are Alright（パール・ジャム） - 2:54
6. リアル・ミー - The Real Me（ファストボール（英語版）） - 3:12
7. ネイキッド・アイ - Naked Eye（アンアメリカン（英語版）） - 5:39
8. フー・アー・ユー - Who Are You（ステレオフォニックス） - 4:34
9. 5:15（5時15分） - 5:15（フィッシュ） - 6:19
10. ビハインド・ブルー・アイズ - Behind Blue Eyes（シェリル・クロウ） - 3:58
11. 恋のピンチ・ヒッター - Substitute（ザ・フー・フィーチャリング・ケリー・ジョーンズ） - 2:59